# Aleś Razanau
Aleś Sciapanawicz Razanau (biał. Алесь Сцяпанавіч Разанаў, ur. 5 grudnia 1947 w Sielcu, zm. 26 sierpnia 2021 w Mińsku) – białoruski poeta.
Studiował na Wydziale Filologicznym Białoruskiego Uniwersytetu Państwowego i w Brzeskim Instytucie Pedagogicznym im. Puszkina (do 1970), wykładał język i literaturę białoruską, od 1972 współpracował z mińską gazetą literacką. W 1961 zaczął drukować swoją poezję. Jest autorem filozoficznych wierszy łączących motywy przypowieści chrześcijańskich i religii orientalnych. Wprowadził eksperymentalne formy wierszy. Opublikował zbiory poezji Kaardynaty byccia (1976), Szlah-360 (1981) i Wastryjo strały (1988). Tłumaczył również poezję bułgarską, serbską i niemiecką. Był laureatem Nagrody Państwowej im. Janka Kupały. Jego twórczość została przetłumaczona na ponad 20 języków.

## Odznaczenia
- Medal 100-lecia Białoruskiej Republiki Ludowej – 2019[2]